# 1953 en fantasy
| Années de la fantasy : 1950 - 1951 - 1952 - 1953 - 1954 - 1955 - 1956    |
| Décennies de la fantasy : 1920 - 1930 - 1940 - 1950 - 1960 - 1970 - 1980 |

L'année 1953 a été marquée, en matière de fantasy, par les événements suivants.

## Naissances et décès

### Naissances
- 27 mars : Patricia C. Wrede, écrivain américaine.

## Romans - Recueils de nouvelles ou anthologies - Nouvelles
- Le Sacrifié, nouvelle de Philip K. Dick

## Revues ou magazines
- Fin de la publication du magazine Famous Fantastic Mysteries.